# One Touch
One Touch é o álbum de estreia do grupo feminino britânico Sugababes, lançado pela London Records no Reino Unido em 27 de novembro de 2000 e no mês seguinte na maioria dos outros territórios europeus. O trio trabalhou com o produtor Cameron McVey em grande parte do álbum, que produziu quatro singles: "Overload", "New Year", "Run for Cover" e "Soul Sound".
Apesar da inicialmente alcançar a 26ª posição do gráfico de álbuns britânico, recebendo o certificado de ouro da British Phonographic Industry (BPI), e obtendo um desempenho ainda melhor em outros países europeus, onde alcançou o top dez na Alemanha, Áustria e Suíça, as vendas de One Touch não atenderam às expectativas da gravadora, e o grupo acabou sendo dispensado no outono de 2001, tornando-se seu único lançamento com a gravadora. Além disso, com a saída de Siobhán Donaghy ainda em 2001, tornou-se o único álbum do grupo com sua formação original, até The Lost Tapes (2022). Inicialmente, ela declarou que queria seguir carreira na moda, mas acabou sendo diagnosticada com depressão clínica em meio a relatos de brigas internas entre as integrantes do Sugababes.
Em uma entrevista de março de 2009 para a Ponystep, Mutya Buena revelou que ela achava que One Touch era o melhor trabalho do grupo e que ela ainda o escutava. Donaghy também afirmou em entrevista que o álbum era "à frente de seu tempo". Em 2011, as três integrantes originais reuniram-se sob o novo nome "Mutya Keisha Siobhan", e posteriormente voltaram a se apresentar como Sugababes depois de garantir os direitos legais do nome em 2019.
Em 11 de maio de 2021, o grupo anunciou que uma edição comemorativa de 20 anos (originalmente planejada para 2020, mas adiada em virtude da pandemia de COVID-19) seria lançada em 1º de outubro. No mesmo dia, elas lançaram um remix de "Run for Cover", com participação de MNEK. Após seu relançamento, o álbum alcançou um novo pico na tabela de álbuns britânica, na 18ª posição.

## Recepção da crítica
| Críticas profissionais | Críticas profissionais |
| Avaliações da crítica  | Avaliações da crítica  |
| Fonte                  | Avaliação              |
| ---------------------- | ---------------------- |
| allmusic               | [ 6 ]                  |
| Yahoo! Music           | [ 7 ]                  |

One Touch recebeu críticas positivas, com os críticos elogiando as meninas, que eram todas de apenas 15/16 anos de idade na época, por escrever e cantar músicas que eram consideradas muito maduras para a idade delas. O AllMusic elogiou o disco e recompensou-o com um 3,5 estrelas favoráveis. O The Guardian deu 4/5 estrelas e o Yahoo! Music deu 9/10.

### Desempenho comercial
Em 9 de dezembro de 2000, One Touch estreou no número 77 do UK Albums Chart, com vendas de 5 mil e 510 cópias. Depois de várias semanas no gráfico, o álbum fez a sua aparição final, em 17 de fevereiro de 2001, no número 76. Dois meses mais tarde, re-entrou na parada, no número 71, e alcançou sua posição de pico, o número 26, duas semanas mais tarde. One Touch foi certificado de ouro pela British Phonographic Industry, reconhecendo mais de 100 mil cópias vendidas. Até outubro de 2007, já havia vendido aproximadamente 220 mil cópias, apenas no Reino Unido.

## Singles
O primeiro single oficial do álbum, "Overload", foi lançado no Reino UNido em 11 de setembro de 2000. A canção, produzida por Cameron McVey, tornou-se a primeira canção do Sugababes a figurar no top dez da tabela de singles britânica, alcançando a sexta posição. O álbum também produziu mais três singles que entraram no top trinta: "New Year", "Run for Cover" e "Soul Sound", que alcançaram as 12ª, 13ª e a 30ª posições, respectivamente. "Run for Cover" também obteve um desempenho moderado e relativo pelos países europeus, mas não chegou a replicar o sucesso de "Overload".

## Alinhamento de faixas
| One Touch – Edição padrão |                  |                                                                                                  |                          |         |  |
| N.º                       | Título           | Compositor(es)                                                                                   | Produtor(es)             | Duração |  |
| 1.                        | "Overload"       | Keisha Buchanan Mutya Buena Siobhán Donaghy Felix Howard Cameron McVey Paul Simm Jonathan Lipsey | McVey Jony Rockstar Simm | 4:38    |  |
| 2.                        | "One Foot In"    | Paul Watson Sonia Cupid Luke Smith Donaghy Buchanan Buena                                        | Watson Smith             | 3:25    |  |
| 3.                        | "Same Old Story" | John Themis Matt Rowe Donaghy Buchanan Buena                                                     | Matt Rowebottom          | 3:03    |  |
| 4.                        | "Just Let It Go" | Temis Rowe Donaghy Buchanan Buena                                                                | Rowebottom               | 5:01    |  |
| 5.                        | "Look at Me"     | Lipsey Howard Simm Donaghy Buchanan Buena                                                        | McVey Rockstar Simm      | 3:58    |  |
| 6.                        | "Soul Sound"     | Charlotte Edwards Sam Harley Ron Tom                                                             | Tom                      | 4:30    |  |
| 7.                        | "One Touch"      | Donald McLean Tom                                                                                | Don-E Tom                | 4:20    |  |
| 8.                        | "Lush Life"      | Tom Carl McIntosh                                                                                | Tom McIntosh             | 4:28    |  |
| 9.                        | "Real Thing"     | Themis Rowe Donaghy Buchanan Buena                                                               | Rowebottom               | 4:04    |  |
| 10.                       | "New Year"       | McVey Lipsey Howard Rowe Donaghy Buchanan Buena                                                  | McVey Rockstar Simm      | 3:51    |  |
| 11.                       | "Promises"       | McVey Lipsey Howard Simm Donaghy Buchanan Buena                                                  | McVey Rockstar Simm      | 3:17    |  |
| 12.                       | "Run for Cover"  | Lipsey Simm McVey Donaghy Buchanan Buena                                                         | McVey Rockstar Simm      | 3:48    |  |
| Duração total:            | Duração total:   | Duração total:                                                                                   | Duração total:           | 48:20   |  |

| One Touch – Edição japonesa (faixa bônus) |                    |                |              |         |  |
| N.º                                       | Título             | Compositor(es) | Produtor(es) | Duração |  |
| 13.                                       | "Don't Wanna Wait" | McLean Tom     | Don-E Tom    | 4:43    |  |

| One Touch – Edição comemorativa de 20 anos (disco um) |                                    |                                                    |                             |         |  |
| N.º                                                   | Título                             | Compositor(es)                                     | Produtor(es)                | Duração |  |
| 14.                                                   | "Sugababes on the Run"             | Secon McLean Tom                                   | Lucas Don-E                 | 3:34    |  |
| 15.                                                   | "Forever"                          | Themis Rowe Donaghy Buchanan Buena                 | Rowe                        | 2:56    |  |
| 16.                                                   | "Little Lady Love" (About 2 Remix) | McVey Lipsey Simm Donaghy Buchanan Buena           | McVey Rockstar Simm About 2 | 5:05    |  |
| 17.                                                   | "Sometimes"                        | Themis Rowe Alison Clarkson Donaghy Buchanan Buena | Rowe                        | 3:27    |  |
| 18.                                                   | "This Is What You Need" (demo)     | Tom                                                | Tom                         | 3:52    |  |
| 19.                                                   | "Girls' Nite Out" (demo)           | McVey Lipsey Donaghy Buchanan Buena                | McVey Rockstar Simm         | 3:49    |  |
| 20.                                                   | "Always Be the One" (demo)         | Tom                                                | Tom                         | 5:18    |  |